# Litáni
A Litáni (arabul: نهر الليطاني, Nahr al-Līṭānī, görög régi neve: Leontes(z)) Libanon egy fontos folyója. Az ország keleti részén, a Bekaa-völgyben ered, Baalbek közelében, majd a várostól nyugatra halad el délnyugati irányban, a Libanoni- és Antilibanon hegység között. Később Mardzsajún város közelében élesen nyugatra kanyarodva mély szurdokot vág a Libanoni-hegységben, és végül Szúrtól (Türosz) északra a Földközi-tengerbe ömlik. Kb. 140 km hosszú, ezzel a leghosszabb folyó Libanonban. Évi átlagos hozama kb. 920 millió köbméter.